# سولاريس للحافلات والمركبات
سولاريس للحافلات والمركبات (بالإنجليزية: Solaris Bus & Coach)‏ هي شركة بولندية منتجة لمركبات النقل العام (الحافلات وحافلات الترولي والترام)، ويقع مقرها الرئيسي في بوليتشوو-أوزيدل بالقرب من بوزنان. وهي شركة تابعة لشركة البناء وخدمات السكك الحديدية الأخرى الإسبانية.